# Grand Étang de Simsonbaai
Grand Étang de Simsonbaai (franska) eller Simsonbaailagune (nederländska) är en lagun på ön Saint Martin. Den norra sidan av lagunen ligger i det franska området Saint-Martin, den södra sidan ligger i det nederländska området Sint Maarten.